# Sultenabborrtjärnen (Åsele socken, Lappland)
Sultenabborrtjärnen är en sjö i Åsele kommun i Lappland och ingår i Ångermanälvens huvudavrinningsområde.